# International Max Rostal Competition
Der Internationale Max-Rostal-Wettbewerb ist ein seit 1991 bestehender Musikwettbewerb für junge Musiker bis 27 Jahre. Er wird seit 1997 in Berlin ausgetragen und fand 2009 erstmals seit seiner ersten Austragung wieder für Violine und Viola gleichzeitig statt.

## Struktur
Träger des Wettbewerbs ist die Max-Rostal-Stiftung, Veranstalter die Universität der Künste Berlin und Schirmherr Lothar Zagrosek.

## Besonderheiten
Max Rostal rief diesen Wettbewerb ins Leben, um jungen Menschen die Gelegenheit zu bieten, abseits der üblichen Wettbewerbsprogramme, besondere Facetten ihrer künstlerischen Fähigkeiten an anspruchsvollen Programmen darzubieten. Das Hauptgewicht in der Beurteilung der Wettbewerbsteilnehmer wird auf deren Musikalität, Interpretation, Stilgefühl und Ausstrahlung gelegt. Hohes technisches Niveau ist vorausgesetzt, aber nicht ausschlaggebender Maßstab. Ziel des Wettbewerbs ist die Förderung des Könnens und die Entfaltung von Talent und Kreativität künftiger Musikergenerationen. Mit diesem Konzept hat sich der Max-Rostal-Wettbewerb seit seiner Gründung ein besonderes internationales Renommee erarbeitet. Kandidaten aus aller Welt schätzen die Atmosphäre dieses Wettbewerbs.

## Jury
Bei der Auswahl der Jury wird großer Wert auf eine breite Streuung musikalischer und instrumentaltechnischer Kapazitäten gelegt. Einen besonderen Schwerpunkt erhält die Verpflichtung international renommierter künstlerischer und pädagogischer Fachkräfte. Darüber hinaus sind verschiedene Künstlergenerationen in der Jury vertreten und gewährleisten einen Beurteilungshorizont, der die aktuelle Situation im Musikleben reflektiert.

## Preisträger
2009 – Violine und Viola
- Violine
  - 1. Preis: Marisol Lee, Korea
  - 2. Preis: Maxim Kosinov, Russland
  - 3. Preis: nicht vergeben
  - Marion-Rostal-Preis: Jason Issokson, USA
  - Publikumspreis: Maxim Kosinov
- Viola
  - 1. Preis: Adrien Boisseau, Frankreich
  - 2. Preis: Katarzyna Budnik, Polen
  - 3. Preis: Corina Golomoz, Moldawien
  - Marion-Rostal-Preis: Seungwon Lee, Korea
  - Publikumspreis: Adrien Boisseau

2006 – Violine
- 1. Preis: nicht vergeben
- 2. Preis: Marlene Ito, Japan und Roman Patocka, Tschechien
- 3. Preis: Tomoko Kobayashi, Japan und Stefan Hempel, Deutschland
- Sonderpreis: Marlene Ito, Japan

2004 – Viola
- 1. Preis: Amalia Aubert, Schweiz
- 2. Preis: nicht vergeben
- 3. Preis: Jennifer Stumm, USA und Konstantin Sellheim, Deutschland
- Sonderpreis: Amalia Aubert, Schweiz

2002 – Violine
- 1. Preis: nicht vergeben
- 2. Preis: Joroslaw Nadrzycki, Polen
- 3. Preis: nicht vergeben
- Sonderpreis: Joroslaw Nadrzycki, Polen
- Förderpreise: Sophie Heinrich, Deutschland und Kathrin ten Hagen, Deutschland

2000 – Viola
- 1. Preis: nicht vergeben
- 2. Preis: Mirjam Tschopp, Schweiz
- 3. Preis: nicht vergeben
- Sonderpreis: Mirjam Tschopp, Schweiz

1998 – Violine
- 1. Preis: Kowoon Yang, Korea
- 2. Preis: Elisabeth Weber, Deutschland und Peter Otto, Deutschland
- 3. Preis: nicht vergeben
- Förderpreis: Marie Suzuki

1997 – Viola
- 1. Preis: nicht vergeben
- 2. Preis: nicht vergeben
- 3. Preis: Johanna Persson, Schweden

1991 – Violine und Viola
- Violine
  - Christine Rox, Deutschland
- Viola
  - Olga Arzilli, Italien
  - Alexandra Moellmann, USA
- Sonderpreis
  - Christine Rox, Deutschland